# منتخب كيريباتي لكرة السلة
منتخب كيريباتي لكرة السلة (بالإنجليزية: Kiribati national basketball team)‏ هو ممثل كيريباتي الرسمي في المنافسات الدولية في كرة السلة
.